# Márcio Miranda Freitas Rocha da Silva
Márcio Miranda Freitas Rocha da Silva (Campinas, 1981. március 20. –) brazil válogatott labdarúgó.

## Nemzeti válogatott
A brazil válogatottban 1 mérkőzést játszott.

## Statisztika
| Brazil válogatott | Brazil válogatott | Brazil válogatott |
| Időszak           | Mérk.             | gól               |
| ----------------- | ----------------- | ----------------- |
| 2005              | 1                 | 0                 |
| Összesen          | 1                 | 0                 |